# Polycyrtus giacomellii
Polycyrtus giacomellii är en stekelart som beskrevs av Carlos Schrottky 1911. Polycyrtus giacomellii ingår i släktet Polycyrtus och familjen brokparasitsteklar. Inga underarter finns listade i Catalogue of Life.